# Wila Qullu (Bolivia-Chile)
Willa Qullu (aymara wila röd, qullu berg, också Wila Kkollu) eller Cerro Laguna (spanska cerro berg, laguna sjö) är ett berg i Bolivia och Chile. Det ligger i den sydvästra delen av landet, 400 km väster om huvudstaden Sucre. Toppen på Wila Qullu är 4 556 meter över havet, eller 33 meter över den omgivande terrängen. Bredden vid basen är 0,70 km.
Terrängen runt Wila Qullu är huvudsakligen kuperad, men åt sydväst är den bergig. Trakten är glest befolkad. 